# Granges-Narboz
Granges-Narboz è un comune francese di 912 abitanti situato nel dipartimento del Doubs nella regione della Borgogna-Franca Contea.

## Società

### Evoluzione demografica
Abitanti censiti